# Ludwig von Sybel
Ludwig von Sybel, né le 1er juillet 1846 à Marbourg et mort le 5 avril 1929 dans la même ville, est un historien de l'art et archéologue allemand.

## Biographie
Ludwig von Sybel nait dans une famille de pasteurs protestants originaire de Soest en Westphalie. Son père, Heinrich von Sybel, est également historien.
Il étudie à Göttingen, puis à l'université de Bonn, l'archéologie et des études classiques. En 1871, il entreprend un voyage d'étude en Italie. En 1872, il est diplômé de l'université de Marburg en philologie classique. En 1877, il est nommé professeur agrégé d'archéologie classique. En 1879-1880, il entreprend des voyages d'étude à Paris, puis en Grèce. En 1886, il se rend en Angleterre.
Le 23 mars 1888, il est nommé professeur d'archéologie classique et d'histoire de l'art. Il est un spécialiste de l'archéologie chrétienne.
En 1898, il accède au titre de doyen de la Faculté des Arts de l'Université de Marbourg ; de 1906 à 1907 est recteur de son université et entre au Conseil d'administration en 1908. Il est nommé professeur émérite.

## Travaux
- Mythologie de l'Iliade, Marburg, 1877
- Catalogue des sculptures à Athènes, Marburg, 1881
- Histoire mondiale de l'art et l'édification de l'église de Sainte-Sophie, Marburg, 1888, 2e édition en 1903
- La technologie de Platon, colloque et Euthydème, Marburg, 1889
- Réflexions d'un père pour les études secondaires, Marburg, 1903
- L'Antiquité chrétienne. Introduction à l'art paléochrétien, 2 vol., Marburg, 1906
- Art paléochrétien. Guide de leur développement, Munich, 1920